# Paaliaq
Paaliaq (S XX Paaliaq) est l'un des satellites naturels de Saturne, découvert en 2000 par l'équipe de Brett J. Gladman. Provisoirement désigné S/2000 S 2, il est nommé Paaliaq en août 2003.
Ce nom Paaliaq fait partie d'une liste de géants de la mythologie inuit fournie à John J. Kavelaars (l'un des découvreurs du satellite) par l'écrivain canadien Michael Kusugak (en). Michael Kusugak fera ensuite du chamane Paaliaq le personnage principal de son livre The Curse of the Shaman, A Marble Island Story (« La malédiction du chamane, une histoire de l'île de Marbre »), publié en 2006.